# Ligeti sodrómoly
A ligeti sodrómoly vagy májszínű rügysodó (Pandemis heparana) a valódi lepkék (Glossata) alrendjébe tartozó sodrólepkefélék (Tortricidae) családjának egyik, hazánkban is honos faja.

## Elterjedése, élőhelye
Megtalálhatjuk egész Európában, valamint Ázsiában az alpi hegységrendszertől északra Koreáig, Kínáig és Japánig. A hegyekben 3600 méter magasra hatol fel. Hazánkban mindenütt elterjedt,
de az ország melegebb részein gyakoribb, mint a hűvösebbeken.

## Megjelenése
Szárnyán kifelé fehéredő vörösesbarna csíkok követik egymást. A szárny fesztávolsága 16–24 mm.

## Életmódja
Hazánkban évente két nemzedéke fejlődik ki (irodalmi adatok szerint lehet egy harmadik is). A fiatal hernyók telelnek át a fák koronájában egyesével szőtt gubóikban. Rügyfakadáskor a zöld növényrészekre húzódnak, és május végére fejlődnek ki. Az összesodort levelek között bábozódnak, és első nemzedékük zömmel júniusban rajzik. A nyári nemzedék hernyói július–augusztusban fejlődnek, és a nyári lepkék augusztus végén–szeptember elején rajzanak. Ezek utódai telelnek át.
A hernyók nagyon polifágok; Magyarországon a következő gyümölcsfajokon mutatták ki őket:
- alma,
- körte,
- birs,
- naspolya,
- mandula,
- kajszibarack,
- őszibarack,
- szilva,
- cseresznye,
- meggy,
- szamóca,
- málna,
- vörös ribiszke,
- fekete ribiszke,
- galagonya,
- kökény.

Európában ezeken kívül számos egyéb fán és cserjén megélnek. Első generációja hazai gyümölcsöseinkben a tavaszi molyegyüttes leggyakoribb fajai közé tartozik. A második nemzedék hernyói a hozzászőtt levél védelmében az érő gyümölcsök felületét rágják. A rágás sekély, de olykor igen kiterjedt, szabálytalan alakú.